# Sufami Turbo
Il Sufami Turbo (スーファミターボ), spesso comparato con l'Aladdin Deck Enhancer, è un accessorio creato da Bandai per Super Famicom e distribuito nel 1996.

## Sistema
Il dispositivo fu progettato per essere collegato nello slot cartuccia del Super Famicom, e dispone a sua volta di due slot cartucce. Il dispositivo fu ideato con lo scopo di poter progettare giochi in economia, dato che potevano essere prodotti senza il supporto della Nintendo. A differenza dell'Aladdin Deck Enhancer, il Sufami Turbo fu ufficialmente approvato da Nintendo, ma la Bandai poté comunque gestire autonomamente la produzione dell'hardware.
I due slot cartucce (simili per dimensioni a quelle del Game Boy) furono progettati per condividere dati tra i giochi. Nello slot 1 viene posta la cartuccia principale, mentre la cartuccia nello slot 2 fornisce dati aggiuntivi da usare nel gioco principale. Nove dei tredici giochi del Sufami Turbo fanno uso di questo sistema. I giochi che sono collegabili sono identificati da un riquadro giallo che mostra un Sufami Turbo raffigurato con 1 o 2 cartucce nel lato destro in basso della scatola del gioco in modo da indicare se il gioco ha o meno la possibilità di combinarsi con altri titoli. In Giappone, il Sufami Turbo fu venduto singolarmente o assieme ad un gioco incluso in una speciale edizione.

## Lista giochi
- Bisyoujo Senshi Sailor Moon S - Fuwa Fuwa Panic 2 (edizione speciale con il Sufami Turbo)
- Crayon Shin Chan - Nagagutsu Dobon
- Gegege no Kitarou - Youkai Donjara (edizione speciale con il Sufami Turbo)
- Gekisou Sentai Car Rangers
- Poi Poi Ninja Worlds (edizione speciale con il Sufami Turbo)
- SD Gundam Generations A 1 Nen Sensouki (edizione speciale con il Sufami Turbo)
- SD Gundam Generations B Guripus Senki
- SD Gundam Generations C Axiz Senki
- SD Gundam Generations D Babironia Kenkoku Senki
- SD Gundam Generations E Zansukaru Senki
- SD Gundam Generations F Colony Kakutouki
- SD Ultra Battle - Seven Densetsu
- SD Ultra Battle - Ultraman Densetsu (Edizione speciale con il Sufami Turbo)
- Tetris 2 + Bombliss. progettato ma non rilasciato per il sistema che divenne un gioco standard per SNES.

### SD Gundam Generations
SD Gundam Generations era una serie che includeva 6 giochi, ognuno dei quali conteneva un certo tipo di combattenti Gundam unici per ciascun gioco da poter combinare insieme.

### SD Ultra Battle
SD Ultra Battle è un gioco picchiaduro a incontri basato sulla serie Ultraman che permette di usare i personaggi di Ultraman (primo gioco) e Ultraman Seven (secondo gioco) si possono combinare liberamente i due giochi indifferentemente nello slot 1 e 2 potendo usare tutti i personaggi contemporaneamente oppure si possono usare due copie di uno dei due giochi per condividere i salvataggi. 

### Poi Poi Ninja
Poi Poi Ninja non si collega a nessun altro gioco, ma può essere collegato ad altre copie del gioco per condividere dati salvati.